# Mancho Bibixy
Mancho Bibixy, plus connu sous le nom de Mancho BBC, né le 18 août 1984 à Bamenda, est un activiste et journaliste camerounais opposant au régime de Paul Biya au pouvoir depuis 1982.

## Biographie

### Naissance
Mancho Bibixy est né le 18 août 1984 à Bamenda au Cameroun.

### Carrière
Journaliste radio diplômé de journalisme à l'université de Buéa, il est l’un des principaux leaders lors des manifestations dans les régions anglophones du Cameroun.      

### Activisme et incarcération
Le 19 janvier 2017, alors que la crise bat son plein, il est arrêté à Bamenda puis incarcéré à la prison centrale de Kondengui pour une peine de 15 ans d'emprisonnement,. Lors de son procès il déclarera : « à quoi ça sert de tuer des milliers de personnes s'il faudra à la fin dialoguer ».     
Quelques mois après son incarcération, le Réseau des défenseurs des droits humains en Afrique centrale (REDHAC) ainsi que le Centre pour les droits de l'homme et la démocratie en Afrique (CHRDA) demandent la libération inconditionnelle de Mancho Bibixy dénonçant une détention arbitraire. Il reste cependant en détention.